# Grand Prix San Marina 1987
Grand Prix San Marina 1987 (oficiálně 7° Gran Premio di San Marino) se jela na okruhu Autodromo Enzo e Dino Ferrari v Imole v Itálii dne 3. května 1987. Závod byl druhým v pořadí v sezóně 1987 šampionátu Formule 1.

## Kvalifikace
| Poř.   | No. | Jezdec             | Konstruktér            | Časy v kvalifikaci | Časy v kvalifikaci | Ztráta  |
| Poř.   | No. | Jezdec             | Konstruktér            | Q1                 | Q2                 | Ztráta  |
| ------ | --- | ------------------ | ---------------------- | ------------------ | ------------------ | ------- |
| 1      | 12  | Ayrton Senna       | Lotus-Honda            | 1:27.543           | 1:25.826           | —       |
| 2      | 5   | Nigel Mansell      | Williams-Honda         | 1:26.204           | 1:25.946           | +0.120  |
| 3      | 6   | Nelson Piquet      | Williams-Honda         | 1:25.997           | —                  | +0.171  |
| 4      | 1   | Alain Prost        | McLaren-TAG            | 1:29.317           | 1:26.135           | +0.309  |
| 5      | 19  | Teo Fabi           | Benetton-Ford          | 1:27.801           | 1:27.270           | +1.444  |
| 6      | 28  | Gerhard Berger     | Ferrari                | 1:28.229           | 1:27.280           | +1.454  |
| 7      | 27  | Michele Alboreto   | Ferrari                | 1:29.653           | 1:28.074           | +2.248  |
| 8      | 7   | Riccardo Patrese   | Brabham-BMW            | 1:28.447           | 1:28.421           | +2.595  |
| 9      | 2   | Stefan Johansson   | McLaren-TAG            | 1:30.416           | 1:28.708           | +2.882  |
| 10     | 18  | Eddie Cheever      | Arrows-Megatron        | 1:30.379           | 1:28.848           | +3.022  |
| 11     | 17  | Derek Warwick      | Arrows-Megatron        | 1:28.887           | 1:29.236           | +3.061  |
| 12     | 20  | Thierry Boutsen    | Benetton-Ford          | 1:28.929           | 1:28.908           | +3.082  |
| 13     | 11  | Satoru Nakadžima   | Lotus-Honda            | 1:29.579           | 1:30.545           | +3.753  |
| 14     | 25  | René Arnoux        | Ligier-Megatron        | 1:31.078           | 1:29.861           | +4.035  |
| 15     | 8   | Andrea de Cesaris  | Brabham-BMW            | 1:30.627           | 1:30.382           | +4.556  |
| 16     | 9   | Martin Brundle     | Zakspeed               | 1:31.931           | 1:31.094           | +5.268  |
| 17     | 24  | Alessandro Nannini | Minardi-Motori Moderni | 1:31.789           | —                  | +5.963  |
| 18     | 23  | Adrián Campos      | Minardi-Motori Moderni | 1:41.520           | 1:31.818           | +5.992  |
| 19     | 10  | Christian Danner   | Zakspeed               | 1:32.977           | 1:31.903           | +6.077  |
| 20     | 26  | Piercarlo Ghinzani | Ligier-Megatron        | 1:32.873           | 1:32.248           | +6.422  |
| 21     | 21  | Alex Caffi         | Osella-Alfa Romeo      | 1:32.308           | 1:33.298           | +6.482  |
| 22     | 4   | Philippe Streiff   | Tyrrell-Ford           | 1:35.001           | 1:33.155           | +7.329  |
| 23     | 30  | Philippe Alliot    | Lola-Ford              | 1:34.458           | 1:33.846           | +8.020  |
| 24     | 16  | Ivan Capelli       | March-Ford             | 1:37.463           | 1:33.872           | +8.046  |
| 25     | 3   | Jonathan Palmer    | Tyrrell-Ford           | 1:34.632           | 1:36.127           | +8.806  |
| 26     | 14  | Pascal Fabre       | AGS-Ford               | 1:39.747           | 1:36.159           | +10.333 |
| 27     | 22  | Gabriele Tarquini  | Osella-Alfa Romeo      | 1:43.446           | —                  | +17.620 |
| Zdroj: |     |                    |                        |                    |                    |         |

## Závod
| Poř.   | No. | Jezdec             | Konstruktér            | Počet kol | Čas/Odstoupení | Pořadí na startu | Body |
| ------ | --- | ------------------ | ---------------------- | --------- | -------------- | ---------------- | ---- |
| 1      | 5   | Nigel Mansell      | Williams-Honda         | 59        | 1:31:24.076    | 2                | 9    |
| 2      | 12  | Ayrton Senna       | Lotus-Honda            | 59        | + 27.545       | 1                | 6    |
| 3      | 27  | Michele Alboreto   | Ferrari                | 59        | + 39.144       | 6                | 4    |
| 4      | 2   | Stefan Johansson   | McLaren-TAG            | 59        | + 1:00.588     | 8                | 3    |
| 5      | 9   | Martin Brundle     | Zakspeed               | 57        | + 2 kola       | 14               | 2    |
| 6      | 11  | Satoru Nakadžima   | Lotus-Honda            | 57        | + 2 kola       | 12               | 1    |
| 7      | 10  | Christian Danner   | Zakspeed               | 57        | + 2 kola       | 17               |      |
| 8 (1)  | 4   | Philippe Streiff   | Tyrrell-Ford           | 57        | + 2 kola       | 20               |      |
| 9      | 7   | Riccardo Patrese   | Brabham-BMW            | 57        | + 2 kola       | 7                |      |
| 10 (2) | 30  | Philippe Alliot    | Lola-Ford              | 56        | + 3 kola       | 21               |      |
| 11     | 17  | Derek Warwick      | Arrows-Megatron        | 55        | + 4 kola       | 10               |      |
| 12     | 21  | Alex Caffi         | Osella-Alfa Romeo      | 54        | + 5 kol        | 19               |      |
| 13 (3) | 14  | Pascal Fabre       | AGS-Ford               | 53        | + 6 kol        | 24               |      |
| Ret    | 19  | Teo Fabi           | Benetton-Ford          | 51        | Turbo          | 4                |      |
| Ret    | 20  | Thierry Boutsen    | Benetton-Ford          | 48        | Motor          | 11               |      |
| Ret    | 18  | Eddie Cheever      | Arrows-Megatron        | 48        | Spojka         | 9                |      |
| Ret    | 3   | Jonathan Palmer    | Tyrrell-Ford           | 48        | Spojka         | 23               |      |
| Ret    | 8   | Andrea de Cesaris  | Brabham-BMW            | 39        | Smyk           | 13               |      |
| Ret    | 23  | Adrián Campos      | Minardi-Motori Moderni | 30        | Převodovka     | 16               |      |
| Ret    | 22  | Gabriele Tarquini  | Osella-Alfa Romeo      | 26        | Převodovka     | 25               |      |
| Ret    | 24  | Alessandro Nannini | Minardi-Motori Moderni | 25        | Turbo          | 15               |      |
| Ret    | 16  | Ivan Capelli       | March-Ford             | 18        | Motor          | 22               |      |
| Ret    | 28  | Gerhard Berger     | Ferrari                | 16        | Elektronika    | 5                |      |
| Ret    | 1   | Alain Prost        | McLaren-TAG            | 14        | Elektronika    | 3                |      |
| Ret    | 26  | Piercarlo Ghinzani | Ligier-Megatron        | 7         | Zacházení      | 18               |      |
| DNS    | 25  | René Arnoux        | Ligier-Megatron        | 0         | Zavěšení       |                  |      |
| DNS    | 6   | Nelson Piquet      | Williams-Honda         |           | Zranění        |                  |      |
| Zdroj: |     |                    |                        |           |                |                  |      |

## Průběžné pořadí po závodě
Pohár jezdců
| Pořadí | Jezdec           | Body |
| ------ | ---------------- | ---- |
| 1      | Nigel Mansell    | 10   |
| 2      | Alain Prost      | 9    |
| 3      | Stefan Johansson | 7    |
| 4      | Nelson Piquet    | 6    |
| 5      | Ayrton Senna     | 6    |
| Zdroj: |                  |      |

Pohár konstruktérů
| Pořadí | Konstruktér    | Body |
| ------ | -------------- | ---- |
| 1      | Williams-Honda | 16   |
| 2      | McLaren-TAG    | 16   |
| 3      | Lotus-Honda    | 7    |
| 4      | Ferrari        | 7    |
| 5      | Benetton-Ford  | 2    |
| Zdroj: |                |      |

Pořadí Jim Clark Trophy
| Pořadí | Jezdec           | Body |
| ------ | ---------------- | ---- |
| 1      | Philippe Streiff | 15   |
| 2      | Jonathan Palmer  | 9    |
| 3      | Pascal Fabre     | 8    |
| 4      | Philippe Alliot  | 6    |

Pořadí Colin Chapman Trophy
| Pořadí | Konstruktér  | Body |
| ------ | ------------ | ---- |
| 1      | Tyrrell-Ford | 24   |
| 2      | AGS-Ford     | 8    |
| 3      | Lola-Ford    | 6    |